# Семлер, Рикардо
Рикардо Семлер (англ. Ricardo Semler) – директор и основной владелец компании Semco Partners, автор книг. Родился в Сан-Паулу (Бразилия) в 1959 году. Известен своим подходом к демократизации менеджмента и структуры компании. На территории СНГ известен преимущественно благодаря своей книге «Маверик. История успеха самой необычной компании в мире», вышедшей в 1993 году в издательстве Grand Central Publishing.
Time включил его в рейтинг «Global 100 young leaders» в 1994 году, а The Wall Street Journal America Economia назвал его бизнесменом года Латинской Америки в 1990 и 1992 годах.

## Карьера в Semco Partners
Ранее Semco Partners носила название Semler & Company, была основана в 1950 году и принадлежала отцу Рикардо Семлера – Антонио Семлеру. Компания занималась производством смесителей и была поставщиком различных деталей для судостроительных компаний в Сан-Паулу. Однако на фоне проблем с реализацией продукции из-за кризиса в судостроительной отрасли начались конфликты отца с сыном, имевших также разные подходы к менеджменту.
Конфликт был исчерпан после ухода отца с позиции директора и передачи прав управления и основного пакета акций Рикардо. В первый же день после вступления в должность Семлер-младший уволил до 60% ТОП-менеджмента компании и начал процесс диверсификации бизнеса. 
В 25 лет Рикардо Семлер получил обморок на одном из насосных заводов компании, якобы из-за «сильного хронического стресса», вследствие чего начал попытки реструктуризации компании для снижения давления на высший менеджмент компании. Но попытка внедрения матричной организационной структуры в 1986 году полностью провалилась.
В конце 1980-х годов три инженера Semco выступили с предложением создания так называемого «Ядра технический инноваций» или «Ячейки технический инноваций», которая бы позволила быстрее внедрять в производство новые продукты и изменения в процессе производства. Через полгода данная группа выявила 18 подобных возможностей, что привело к повсеместному внедрению таких групп, позже названных «спутниками» и последующему увеличению числа сотрудников в них до 2/3 от всех сотрудников компании Semco.

## Демократизация компании
В 1990 году из-за ограничения движения ликвидности для сдерживания гиперинфляции в Бразилии президентом страны Фернанду Колором ди Мелу начался затяжной кризис, по причине которого по стране прокатилась волна банкротств. Проведя сложные переговоры с профсоюзами, руководству компании удалось снизить зарплату рабочим своих заводов при условии увеличения ФОТ (фонда оплаты труда) рабочих до 39% от прибыли компании, в то время как зарплата менеджмента снизилась на 40%, а также утверждения новых статей расхода компании представителями рабочих.
Благодаря погружению в операционные вопросы менеджмента сотрудники из числа рабочих внесли ряд предложений по изменению компании. Так объемы запасов уменьшились до 65%, производственный брак снизился до 1% от общего объема выпускаемой продукции, сократилось время доставки продукции до клиента. 
По состоянию на 2003 год годовой доход Semco составлял 212 миллионов долларов, по сравнению с 4 миллионами долларов в 1982 году и 35 миллионами долларов в 1994 году, с ежегодным темпом роста до 40% в год. В 2003 году в компании работало 3000 человек, а в 1982 году – 90. 

## Книги
В 1993 году была выпущена книга Рикардо Семлера «Maverick» (на русском языке - «Маверик. История успеха самой необычной компании в мире») об опыте реформирования компании.
В 2003 году вышла вторая его книга «Выходные всю неделю. Бросая вызов традиционному менеджменту» («The Seven-Day Weekend: Changing the Way Work Works»).

## Прочее
Рикардо Семлер снизил участие и вовлеченность в управление компанией Semco Partners для написания книг, появления в медиа и других проектов.
Семлер был вице-президентом Федерации промышленности Бразилии и членом SOS Atlantic Forest, ведущей организации по защите окружающей среды в Бразилии. Он основал Фонд Ральстона-Семлера и школу Lumiar, демократическую школу, где дети от 0 до 14 лет участвуют в проектах, представляющих для них интерес. Есть три таких школы — одна в городе Сан-Паулу и две в окрестностях кампус-ду-Жордау, в штате Сан-Паулу.
В 2015 году выступил на TED конференции с темой «Как запустить компанию (почти) без правил». 
В 2016 году Рикардо Семлер начал активно развивать и участвовать в образовательных проектах, создав Semco Style Institute, в котором обучают внедрять принципы холакратии и изменять управление бизнес-процессами в компаниях.